# 张竣
张竣（1983年4月11日—）是中国男子田径運動員，参加铅球项目。他以20.41米的成绩为中国户外纪录保持者，以20.16米的成绩为亚洲室内纪录保持者。他获得了世界大学运动会、亚运会、亚洲田径锦标赛和东亚运动会的奖牌。在2010年世界室内田径锦标赛和2012年奥林匹克运动会上，他代表中国参加。
他来自上海，2001年开始参与成人竞技圈，在2005年第一次掷出18米以上的成绩。在全国室内田径大奖赛上海站他取得了18.16米的室内个人最佳成绩并夺冠，后在中国田径锦标赛上于户外改善到18.36米，在该赛事上他综合排名第九。在第十届中国全运会上，他掷出18.12米的最好成绩，得第七名。2007年，他在全国田径冠军赛决赛上掷出18.73米的成绩，夺得亚军。2008赛季他在上海田径冠军赛上掷出18.50米的室内最好成绩夺冠，接近国内领域巅峰。他在中国奥林匹克测试赛和全国室内田径锦标赛都获得第五名，但在全国田径冠军赛上以当季最佳成绩18.64米夺冠。
2009年张竣取得显著进步。他夺得一系列冠军，以19.44米的个人最好成绩夺取国内冠军。他首次获得国际赛事选拔资格，在2009年世界大学生运动会上将成绩进一步提升到19.58米，次于索斯兰·齐里霍夫，获得银牌。在中华人民共和国第十一届全运会田径比赛上，他成绩下降（17.78米，第十名），但在2009年田径亚锦赛上回升，代表中国夺得铜牌。他当年的最后一项大赛是2009年香港东亚运动会，以20.41米的成绩破全国纪录和赛事纪录夺冠。
他的2010年赛季以3月掷出19.90米打破1989年后长期由马永锋保持的国内室内纪录开始。当月，他在2010年的多哈世界室内田径锦标赛上首次参加国际赛事，在资格赛取得第十名。他在地区巡回赛中表现良好，在一系列中国和亚洲田径冠军赛中夺魁，在多个场合掷出超过19米的成绩。他当年户外的最佳成绩是19.85米，夺得中国巡回赛决赛冠军，后又得全国室内田径锦标赛北京站冠军。在DécaNation赛事上，他为中国夺得第三名，以2010年亚运会银牌为当年收尾。
在2011年的中国田径冠军赛巡回赛上，张竣无往不利，并在亚洲田径锦标赛上在台湾铅球投手张铭煌之后位列亚军。虽然在国内强势，他却在当年的全国室内田径锦标赛上因未能做出有效投掷而无成绩。2012年初，他成为第一个在室内运动会掷出20米以上的中国运动员。他在南京掷出的20.16米代表亚洲最高水平，提升了保持了6年的由哈立德·哈巴什·阿勒-苏瓦迪创造的亚洲室內纪录。

## 外部連結
- Zhang Jun在的頁面